# Thousand Islands

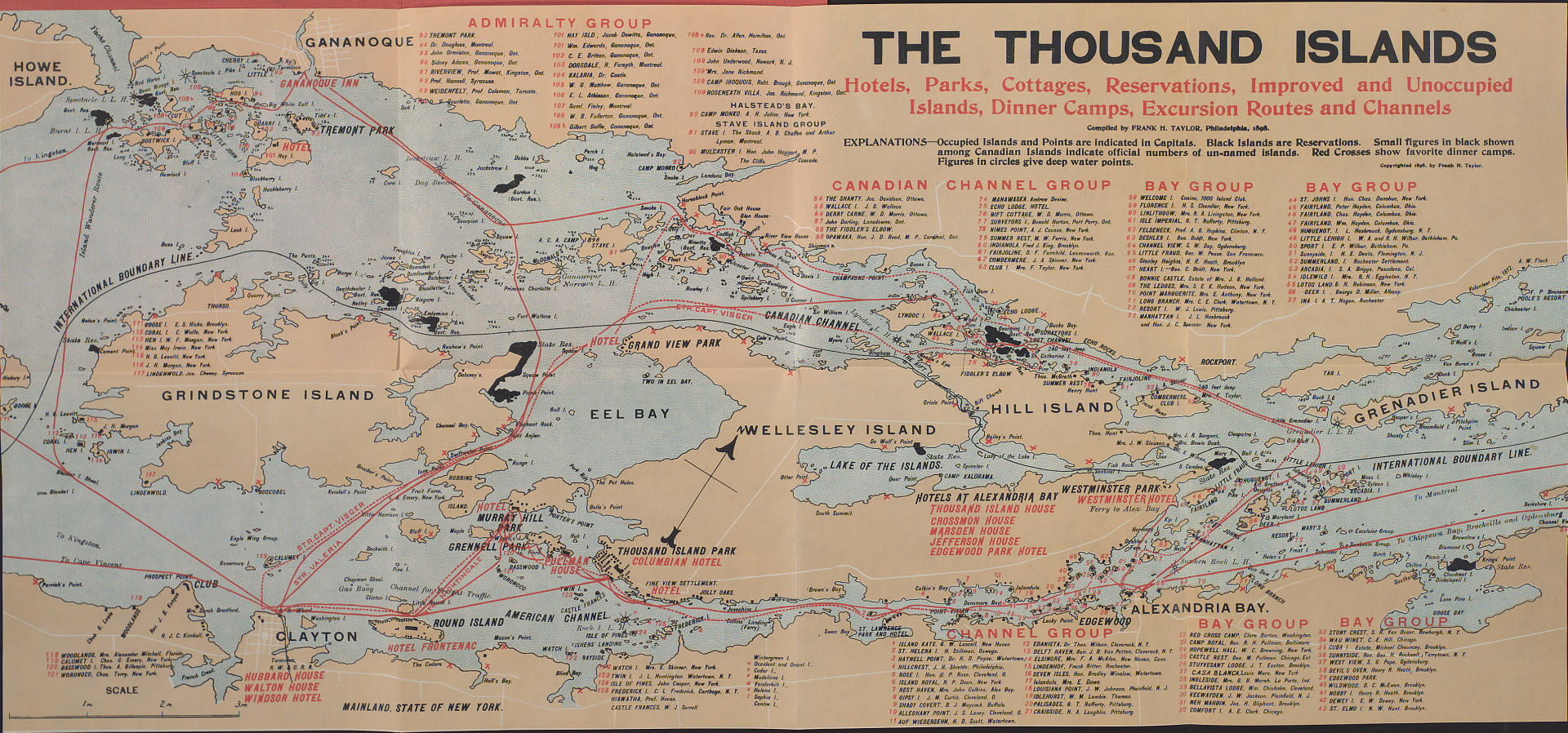
Una mappa itinerante del 1898 delle Mille Isole

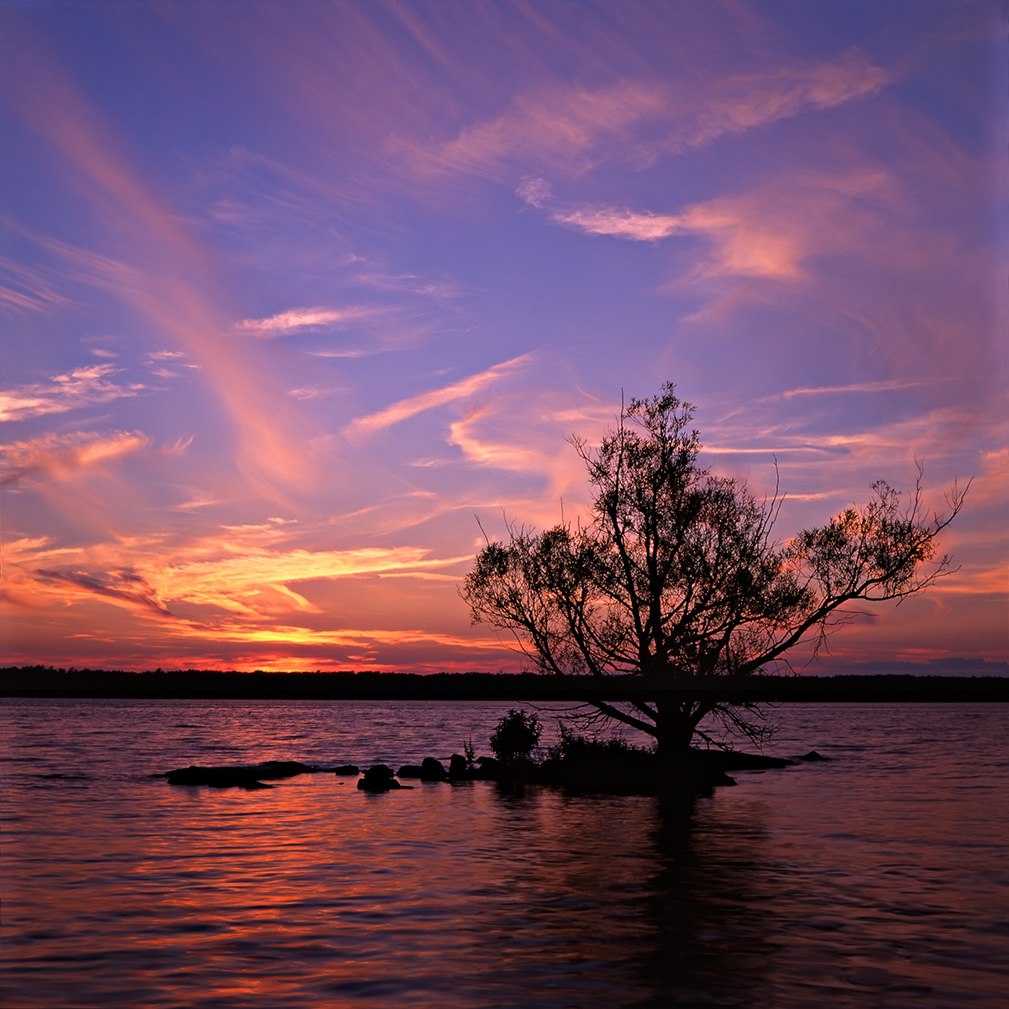
Tramonto su una delle più piccole delle Mille Isole, che sostiene un albero e due arbusti.

Thousand Islands (in italiano: Mille isole e in francese: Archipel des Mille-Îles) è un arcipelago di 1.864 isole situate nel fiume San Lorenzo, dove quest'ultimo emerge dall'angolo nord-est del lago Ontario. Segnano il confine tra Canada e Stati Uniti. Si estendono per circa 50 miglia (80 km) a valle di Kingston, Ontario. Le isole canadesi si trovano nella provincia dell'Ontario e le isole statunitensi nello stato di New York.
Le dimensioni delle isole variano da oltre 40 miglia quadrate (100 km²) a isole minori occupate da un'unica residenza o affioramenti rocciosi disabitati. Per essere considerata una delle Mille Isole, la terra emergente all'interno del canale del fiume deve avere almeno un piede quadrato (0,093 m²) di terra sopra il livello dell'acqua tutto l'anno e supportare almeno due alberi viventi.

## Geografia

Mappa della regione delle Mille Isole

L'arcipelago delle Mille Isole si trova allo sbocco del Lago Ontario, all'inizio del fiume San Lorenzo. La regione è divisa in due dal confine tra Canada e Stati Uniti e copre parti delle contee di Jefferson e contea di San Lorenzo nello stato americano di New York, oltre a parti delle contee unite di Leeds e Grenville e della contea di Frontenac nella provincia canadese dell'Ontario.
Geologicamente, la maggior parte delle isole si trova dove un ramo dello Scudo canadese, noto come regione delle Mille Isole-Arco di Frontenac, corre a sud attraverso il fiume per unirsi agli Adirondacks. Questa regione è stata designata Riserva mondiale della biosfera dall'UNESCO nel 2002.

## Trasporti
Il ponte delle Mille isole collega lo Stato di New York e l'Ontario attraversando l'isola di Wellesley nel punto più settentrionale della Interstate 81 nella contea di Jefferson e incontra la Autostrada 137, che conduce alla Autostrada 401. Il lungofiume è servito dalle Route 12 e 37 dello Stato di New York e dalla Mille isole Parkway in Ontario. L'Ontario ha anche il Waterfront Trail lungo la Parkway per i ciclisti che desiderano vedere l'area in modo alternativo.
Le navi da carico rientranti nei parametri Seawaymax spesso solcano la Saint Lawrence Seaway. Come di consueto nelle acque interne degli Stati Uniti e del Canada, le navi devono utilizzare piloti marittimi per viaggiare in sicurezza.
In alcuni punti, una nave a meno di 25 piedi (7,6 m) al largo può trovarsi in oltre 200 piedi (61 m) di acqua. Al contrario, al centro di acque altrimenti profonde si possono trovare rocce e secche a meno di 61 cm sott'acqua. A causa del gran numero di rocce e secche appena sopra o sotto la superficie dell'acqua, la navigazione notturna al di fuori dei canali contrassegnati può essere pericolosa.
Prima dell'introduzione della cozza zebra, la visibilità di soli 10-15 piedi (da 3,0 a 4,6 m) era usuale, leggermente in diminuzione con il passare degli anni. La limpidezza dell'acqua è notevolmente migliorata a metà degli anni '90 con l'arrivo delle cozze zebra, che si nutrono di alghe. L'acqua è così limpida in alcune zone che si può osservare un fondo roccioso a 24 m di acqua. L'area ha diversi relitti e sebbene la maggior parte si trovi a più di 30 metri sott'acqua, alcuni si trovano a soli 15 piedi (4,6 m) di profondità e possono essere visti dalla superficie.

## Storia
Prima della colonizzazione europea, la regione delle Mille Isole era la patria dei membri della Confederazione irochese e del popolo Ojibway. Il loro nome per indicare le isole era Manitouana o "Giardino del Grande Spirito".
La regione fu teatro della guerra del 1812 tra l'Impero britannico e gli Stati Uniti. Si possono trovare molti siti della guerra, come Fort Wellington a Prescott, Ontario e la guarnigione di Chimney Island, a Mallorytown, Ontario. I musei sulla guerra si trovano sia sul lato canadese che su quello americano del fiume.
Tra la fine del XIX e l'inizio del XX secolo, molti illustri visitatori resero la regione ampiamente conosciuta come località turistica estiva. Durante il mezzo secolo (1874-1912) di maggior rilievo del resort, i vacanzieri più facoltosi provenivano da New York City, affiancati da importanti famiglie di Chicago, Cleveland, Pittsburgh e altre città degli Stati Uniti e del Canada. Diversi grand hotel fornivano alloggi di lusso mentre i battelli a vapore offrivano ampi tour tra le isole. I residenti estivi ricchi e della classe media costruirono case estive e la regione conserva una collezione storicamente importante di case per le vacanze di questo periodo.
Tra le sontuose case costruite in questo periodo c'erano diversi "castelli" in muratura, alcuni dei quali rimangono come punti di riferimento internazionali. Il primo castello della regione, Castle Rest, fu costruito nel 1888; è stato distrutto a metà del XX secolo. Gli esempi più famosi esistenti sono "The Towers" su Dark Island, ora chiamato Singer Castle, e il castello di Boldt precedentemente a lungo trascurato su Heart Island, che era rimasto incompiuto per oltre 75 anni dopo la morte prematura della moglie di George Boldt. Da allora è stato completato negli ultimi decenni in accordo con i piani originali di Boldt.

## Ricreazione

### Parchi pubblici

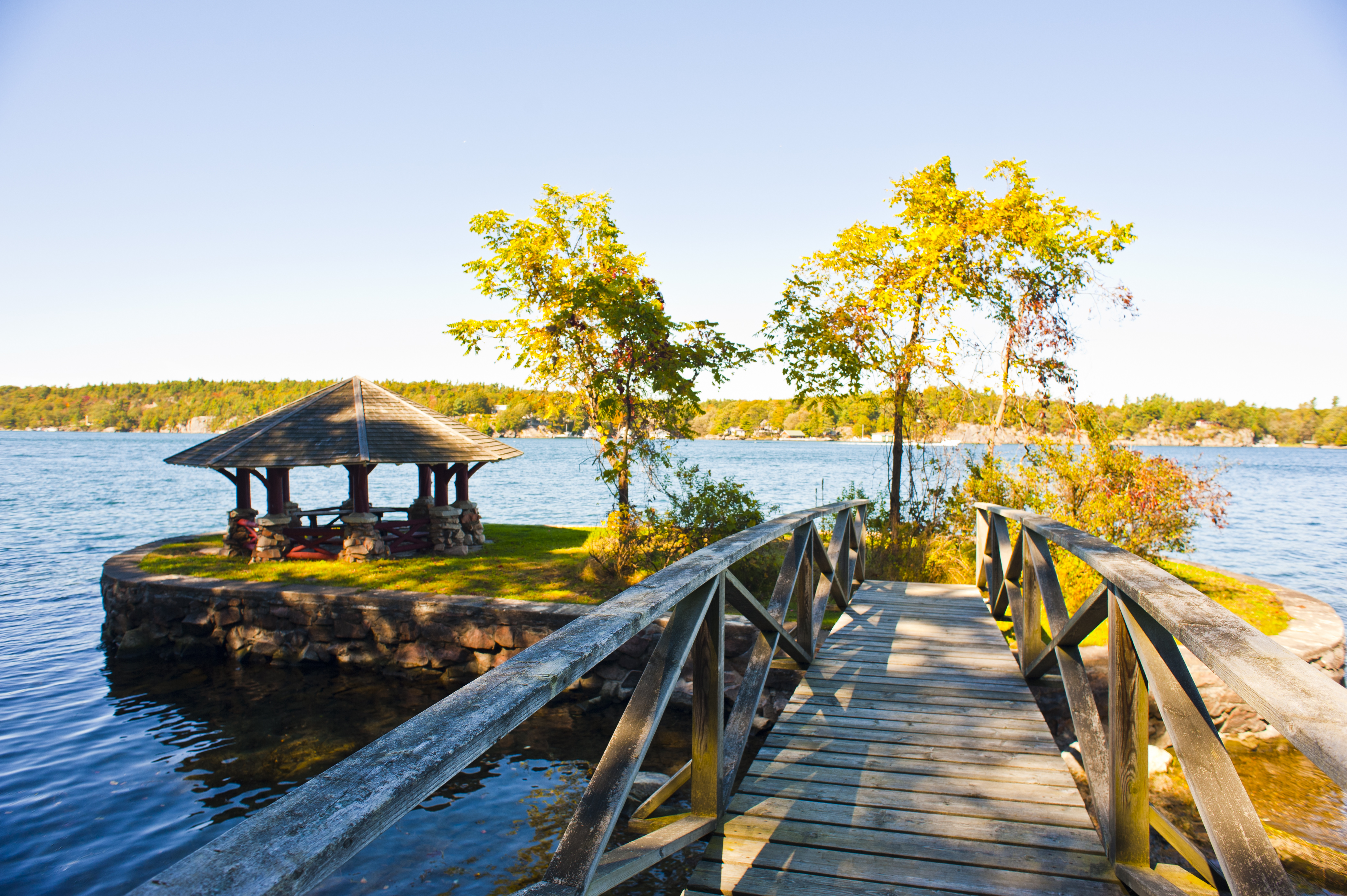
Batterman's Point Gazebo su isole Hill, parte del Parco nazionale canadese delle Mille Isole

Per essere considerato un'isola, un pezzo di terra deve rimanere fuori dall'acqua tutto l'anno e sostenere un albero vivente. Molte delle isole sono di proprietà pubblica. Un gruppo di 21 isole forma il Parco Nazionale delle Mille Isole, il più antico dei parchi nazionali del Canada a est delle Montagne Rocciose. Il parco ospita campeggi, sentieri per passeggiate nell'entroterra, eventi familiari annuali e un edificio del patrimonio nazionale.
I trenta parchi statali di New York sono gestiti come parte dell'Ufficio dello Stato di New York per i parchi, le attività ricreative e la conservazione storica della regione delle Mille Isole, compresi molti sulle isole fluviali o lungo la costa di New York. Molti di questi parchi fluviali sono stati istituiti tra la fine del XIX e l'inizio del XX secolo come parte della St. Lawrence Reservation. e furono tra le prime acquisizioni di terre, da parte dello stato di New York, a scopo di conservazione e sviluppo ricreativo. Tra i parchi più grandi c'è il Wellesley Island State Park, che comprende il più grande complesso di campeggi della regione, e Robert Moses State Park.